# 基隆市 (州轄市)
基隆市（日语：〔〕／ Kīrun shi */?）是臺灣日治中後期（1924年－1945年）設置的州轄市，隸屬於臺北州，由基隆街升格而來。管轄範圍包含今基隆市的中山、中正、仁愛、信義等區全域，以及安樂區大部分轄域。

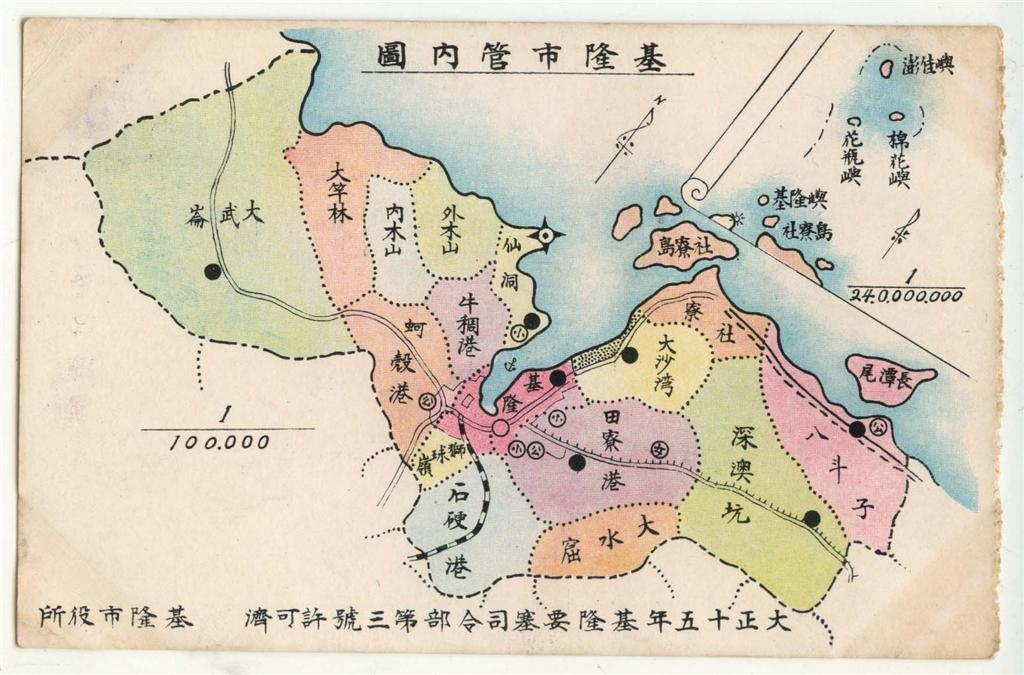
基隆市地圖（1926年）

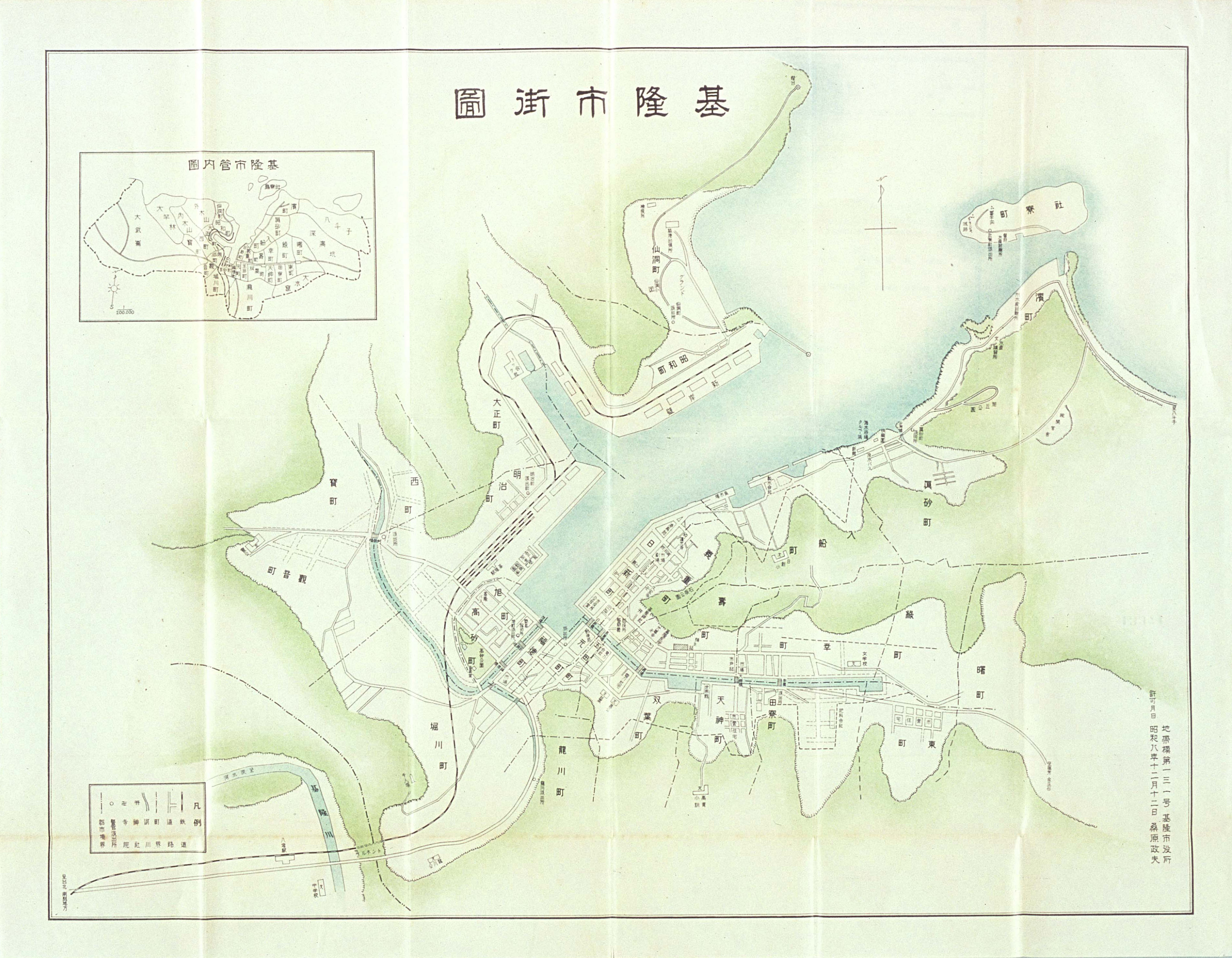
基隆市街圖（1933年），已實施町名改正

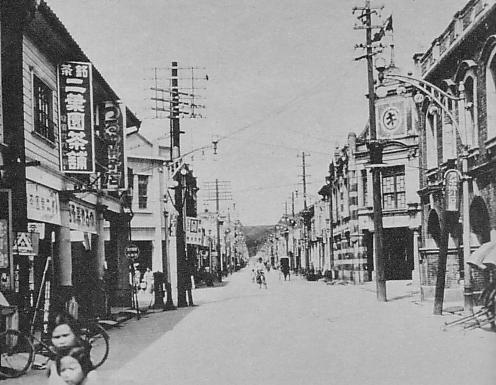
基隆義重町，今義二信二路口。

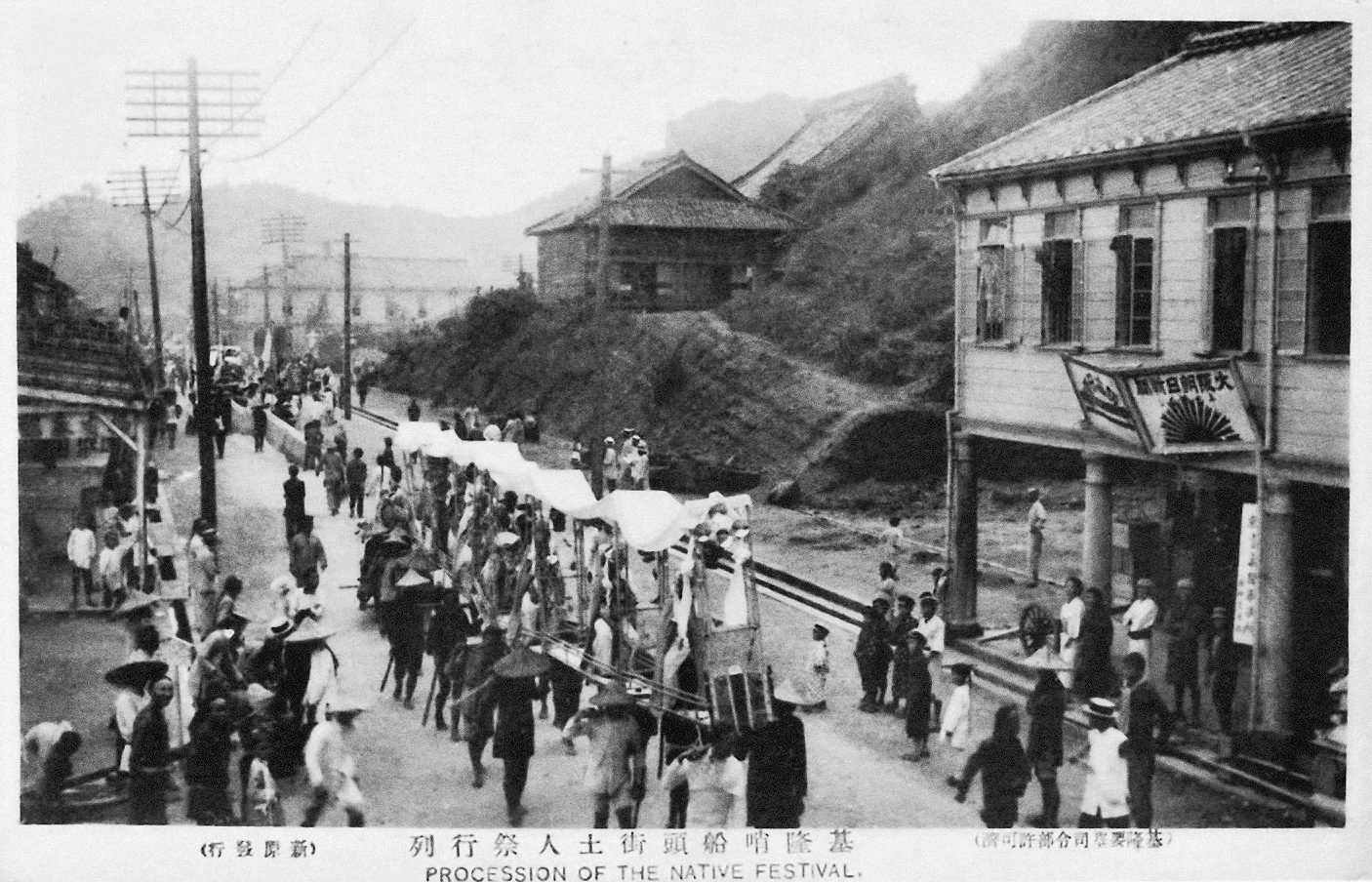
基隆市哨船頭的廟會

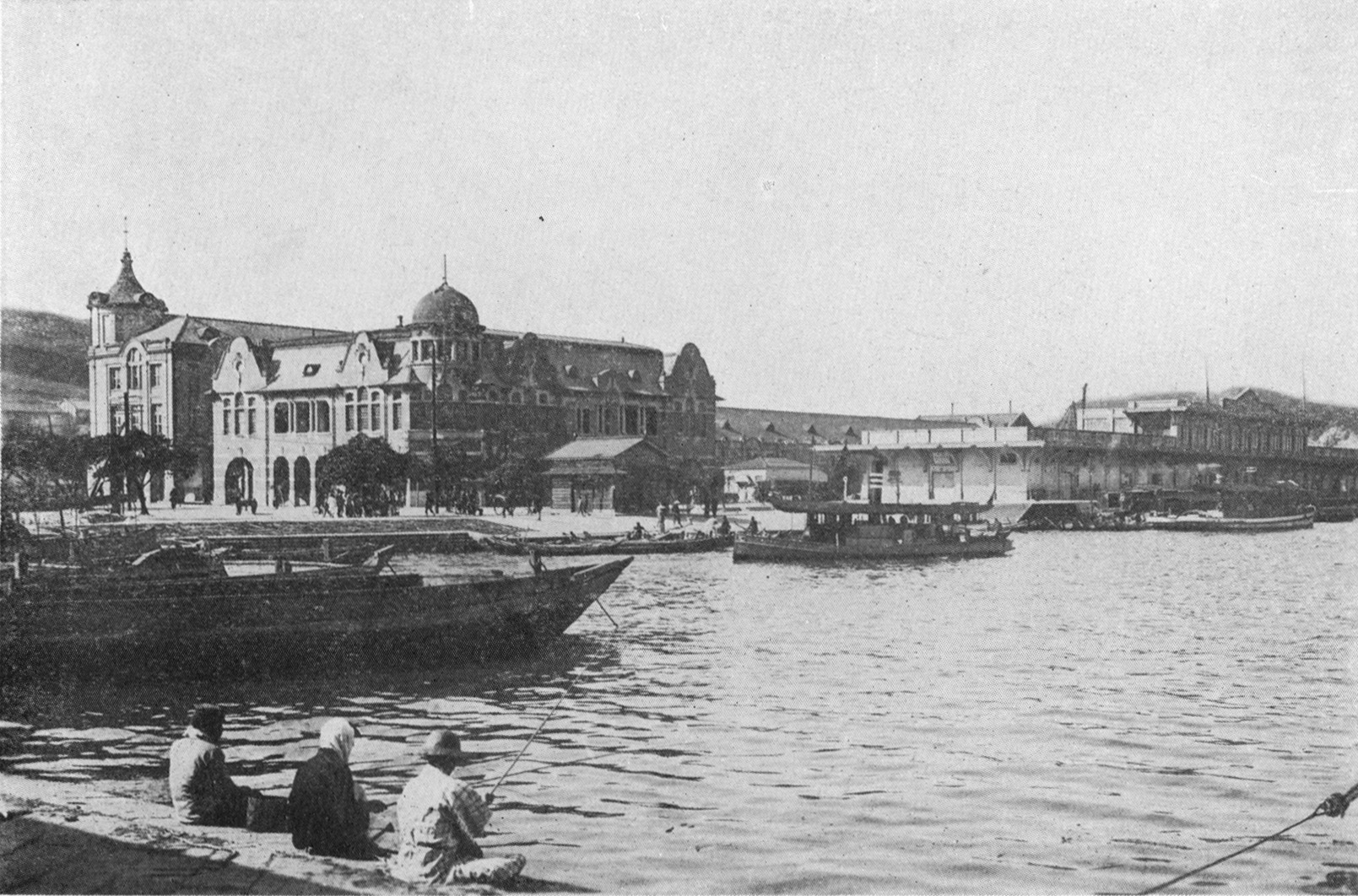
1930年代的基隆車站前，其中建築為大阪商船会社基隆支店與基隆港

## 行政區劃
基隆市在1924年12月25日由基隆街升格成立，此時下轄20個大字，包含基隆、大沙灣、社寮、八斗子、深澳坑、田寮港、大水窟、石硬港、獅球嶺、蚵殼港、大武崙、大竿林、內木山、外木山、仙洞、牛稠港、基隆嶼、花瓶嶼、棉花嶼、彭佳嶼。1931年10月1日，基隆市實施町名改正，劃分為28町與11大字，轄域如下：
- 町：

- 大字：大水窟、八斗子、深澳坑、大武崙、大竿林、外木山、內木山、基隆嶼、花瓶嶼、棉花嶼、彭佳嶼等大字[2][3]。

## 大事記
- 1928年，台北、基隆縱貫公路舉行開通典禮。
- 1929年，成立總督府水產試驗所。
- 1931年，田寮港運河開通，市區街名改換日式町名。
- 1934年，正濱漁港竣工。基隆港合同廳舍（今海港大樓）落成。
- 1935年，完成橫跨「八尺門水道」的基隆橋（今和平橋）。
- 1937年，北部火力發電所（後北部發電廠）興工，台灣船渠株式會社（今台船基隆廠）成立。
- 1939年，北部火力發電所完工，是日本也沒有的最新式大型火力發電廠。

## 教育

### 初等教育
1941年3月，日本發布國民學校令，將小學校、公學校與蕃人公學校一律改稱為國民學校。

#### 小學校
- 基隆尋常高等小學校→基隆國民學校（今銘傳國中）基隆第一尋常小學校（今基隆市仁愛國小），攝於1921年

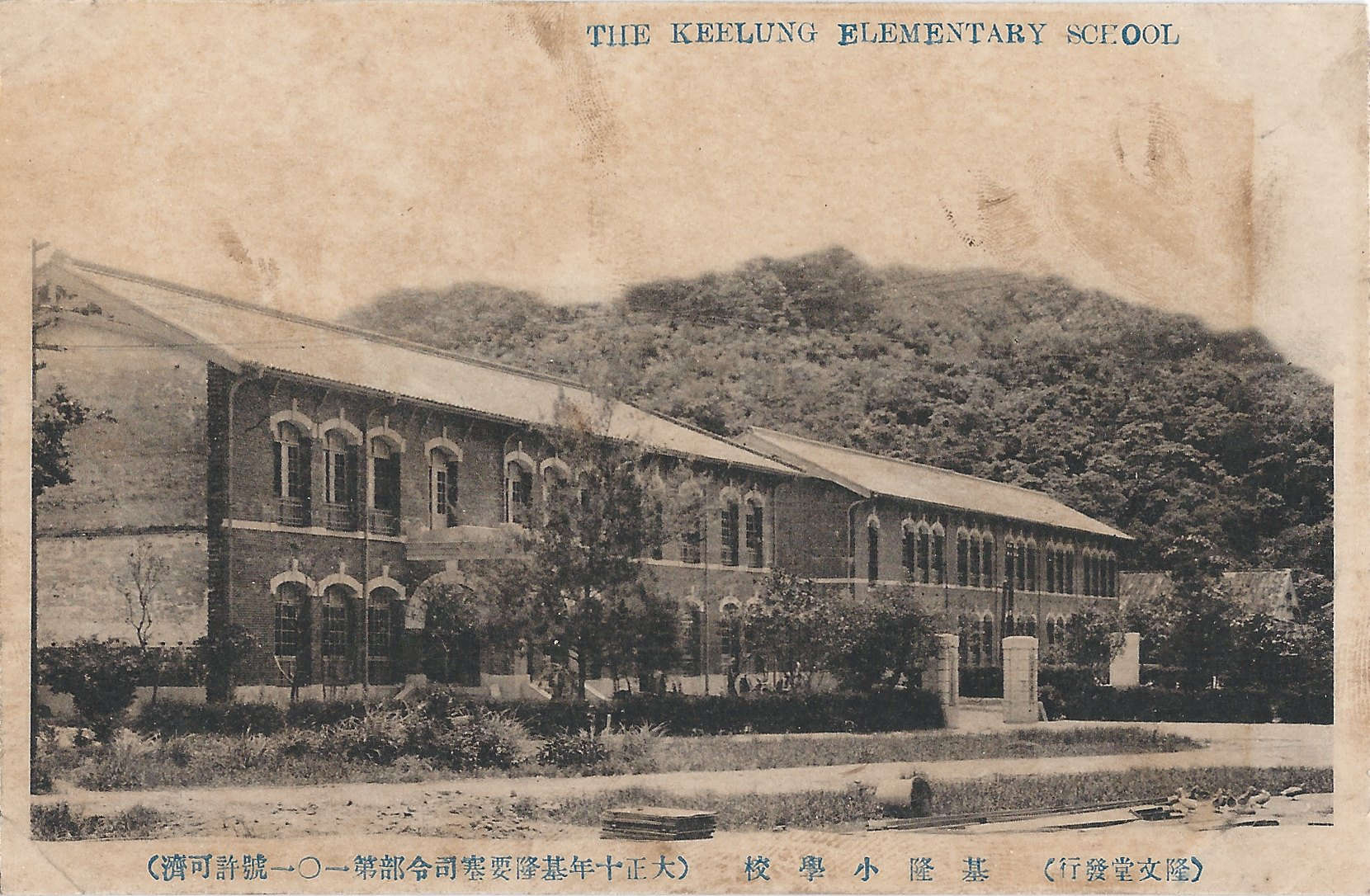
基隆第一尋常小學校（今基隆市仁愛國小），攝於1921年

- 基隆第一尋常小學校→雙葉尋常小學校→雙葉國民學校（今仁愛國小）
- 基隆第二尋常小學校→日新尋常小學校→日新國民學校（今中正國小）
- 基隆第三尋常小學校→仙洞尋常小學校→仙洞國民學校（今仙洞國小）
- 真砂尋常小學校→真砂國民學校（今正濱國小）

#### 公學校
- 基隆第一公學校→壽公學校→壽國民學校（今信義國小）
- 壽國民學校曙分教場（今成功國小）
- 基隆第二公學校→寶公學校→寶公國民學校（今安樂國小）
- 基隆第三公學校→八斗子公學校→八斗子國民學校（今八斗國小）
- 基隆第四公學校→瀧川公學校→瀧川國民學校（今南榮國小）
- 昭和公學校→昭和國民學校（今中山國小）

### 中等教育

#### 中學校
- 臺北州立基隆中學校（1929年10月遷至基隆郡七堵庄）

#### 高等女學校
- 台北州立基隆高等女學校

#### 實業(補習)學校
- 台北州立基隆水產學校
- 基隆商業實踐學校（戰後併至今銘傳國中）
- 私立基隆商業專修學校（今光隆家商）

## 設施
醫療機關
- 府立基隆醫院（今衛生福利部基隆醫院前身）
- 州立基隆婦人病院
- 市立港東醫院（今基隆市立醫院前身）
- 市立仁療院
- 基隆陸軍病院
- 基隆博愛醫院
- 財團法人台北仁濟院基隆診療所

郵局

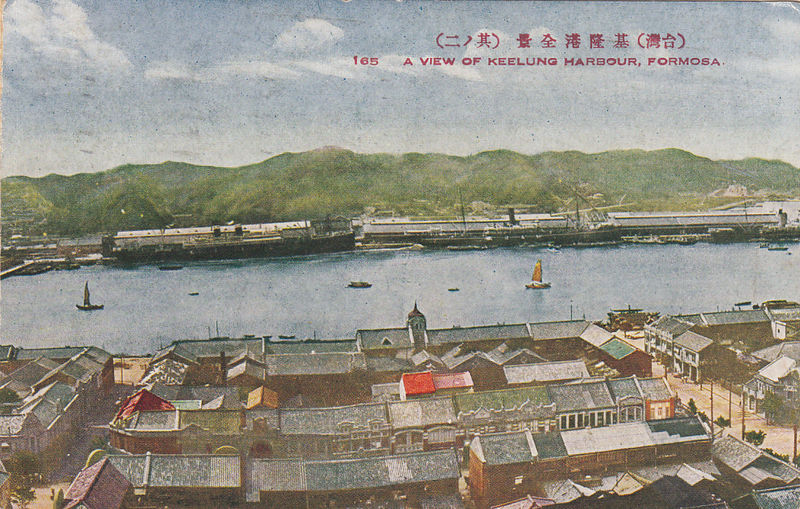
基隆港全景
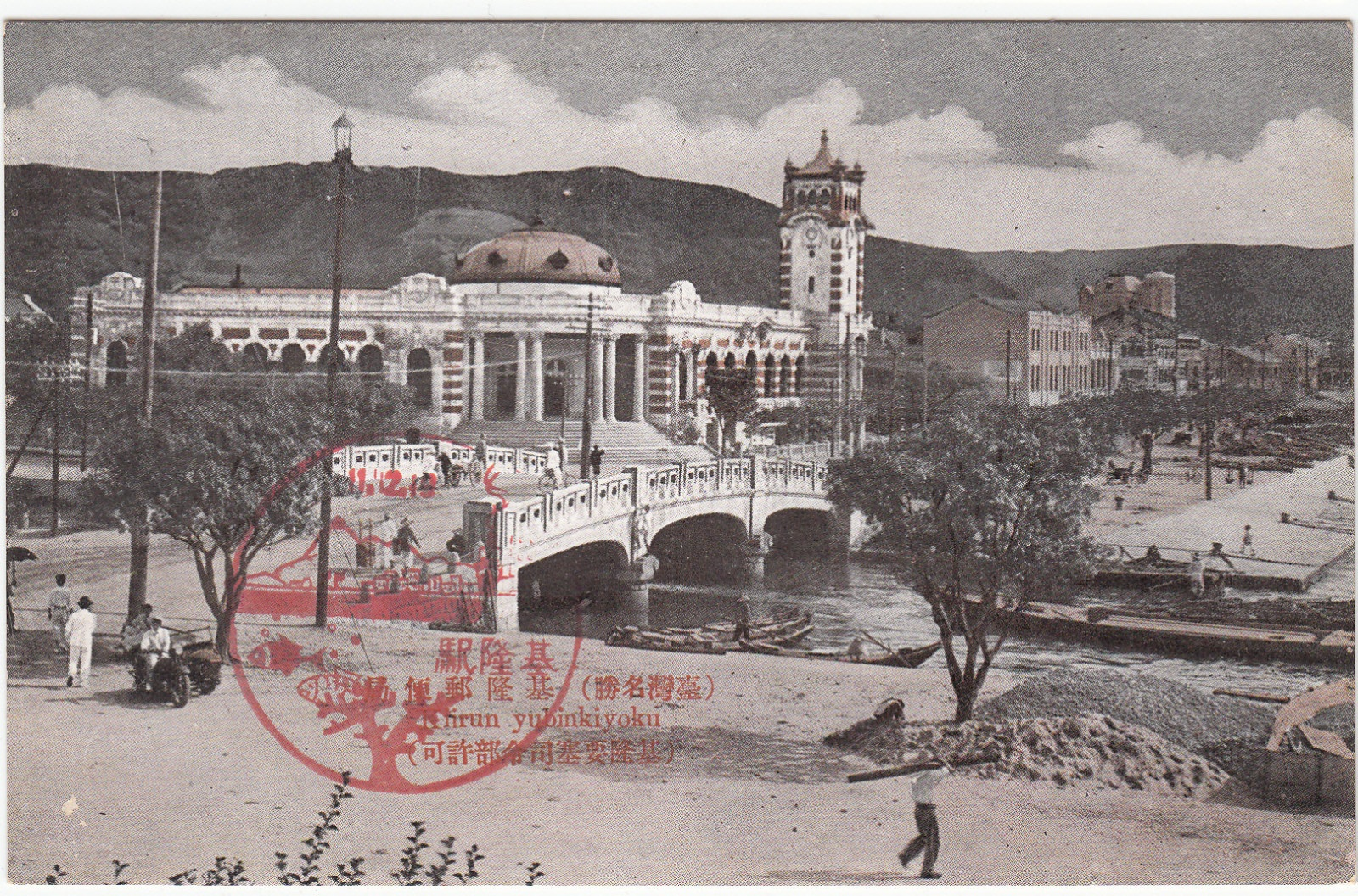
基隆郵便局
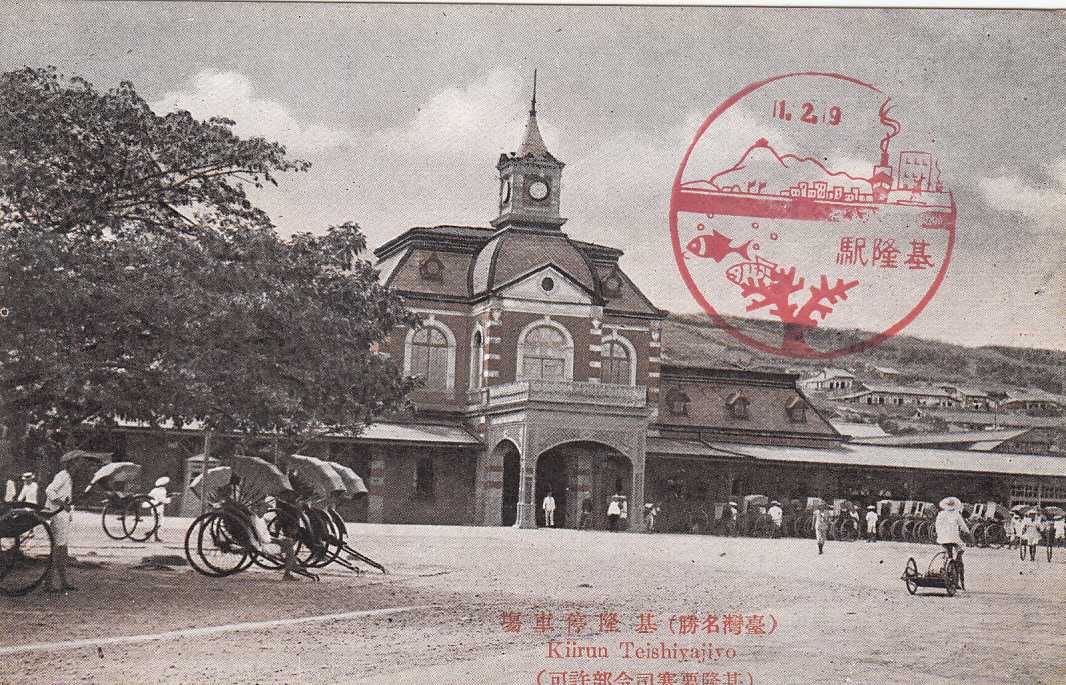
第三代基隆車站
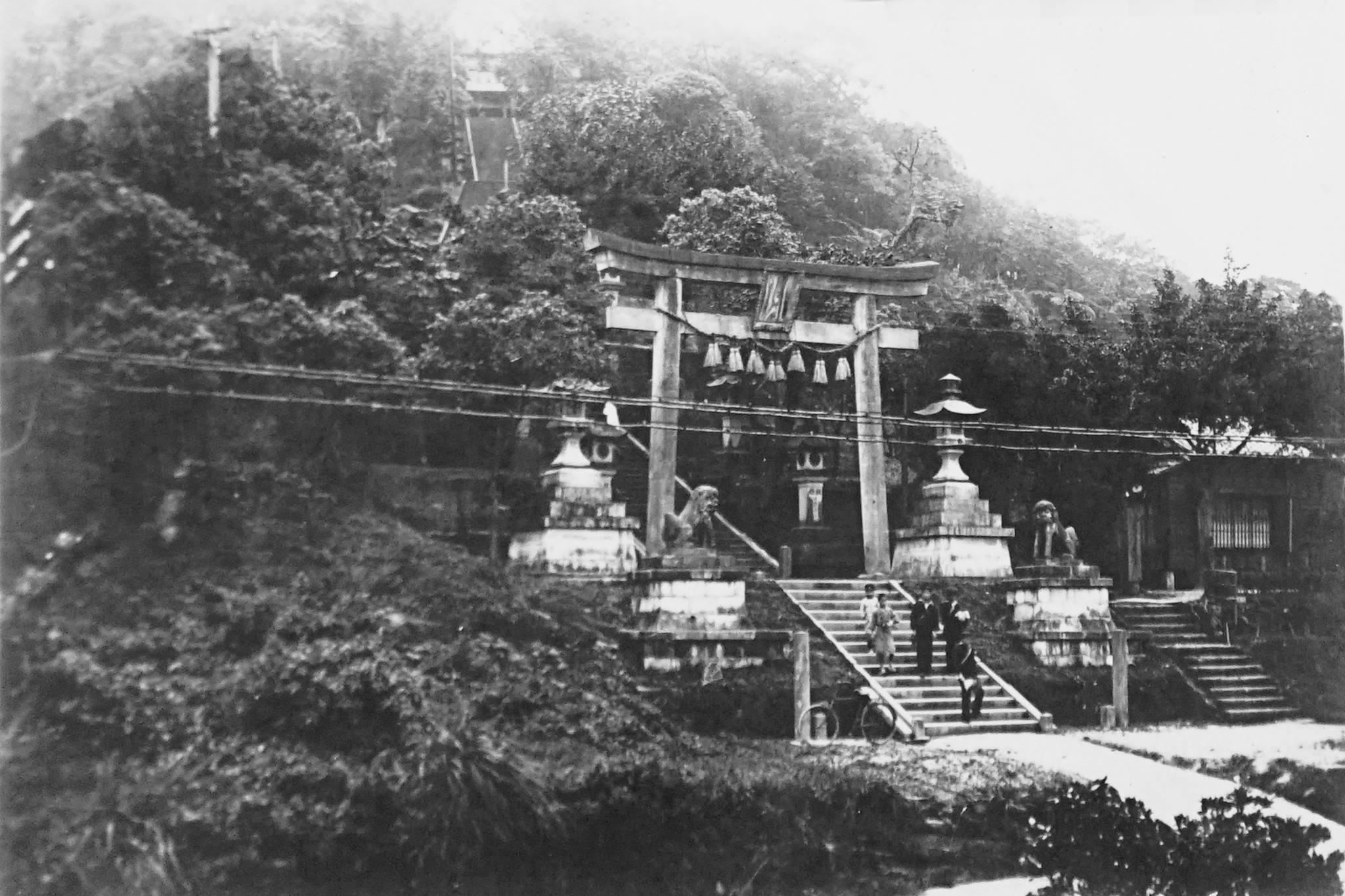
基隆神社
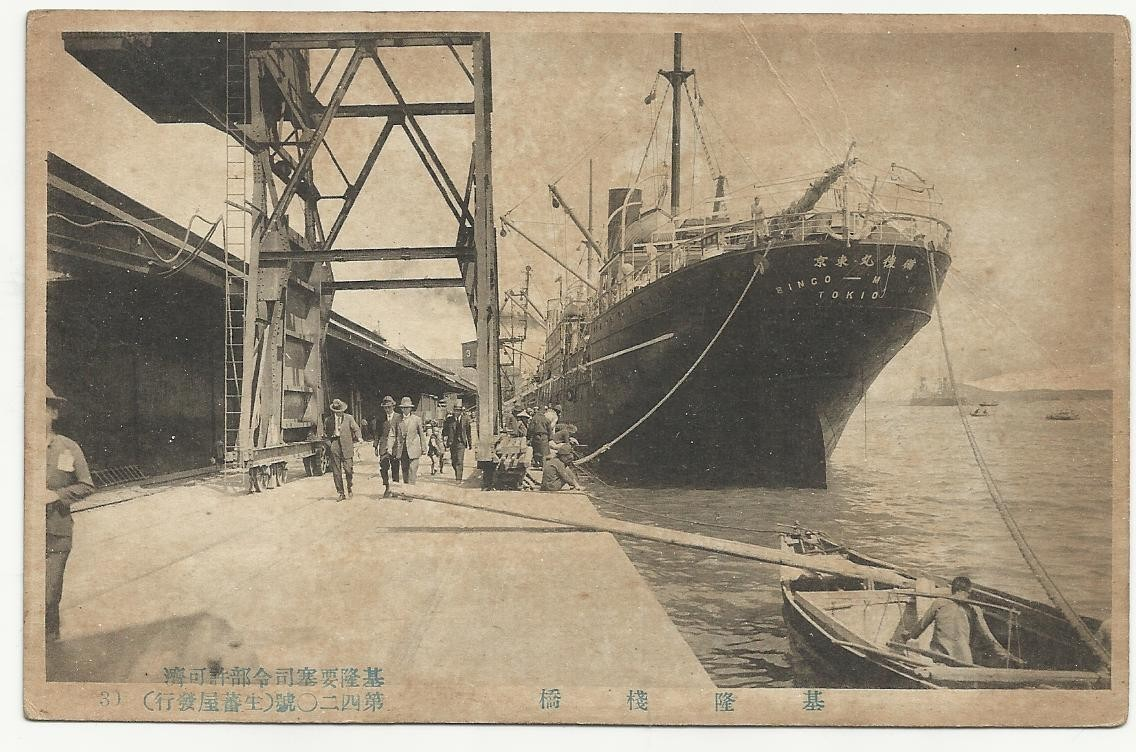
基隆港
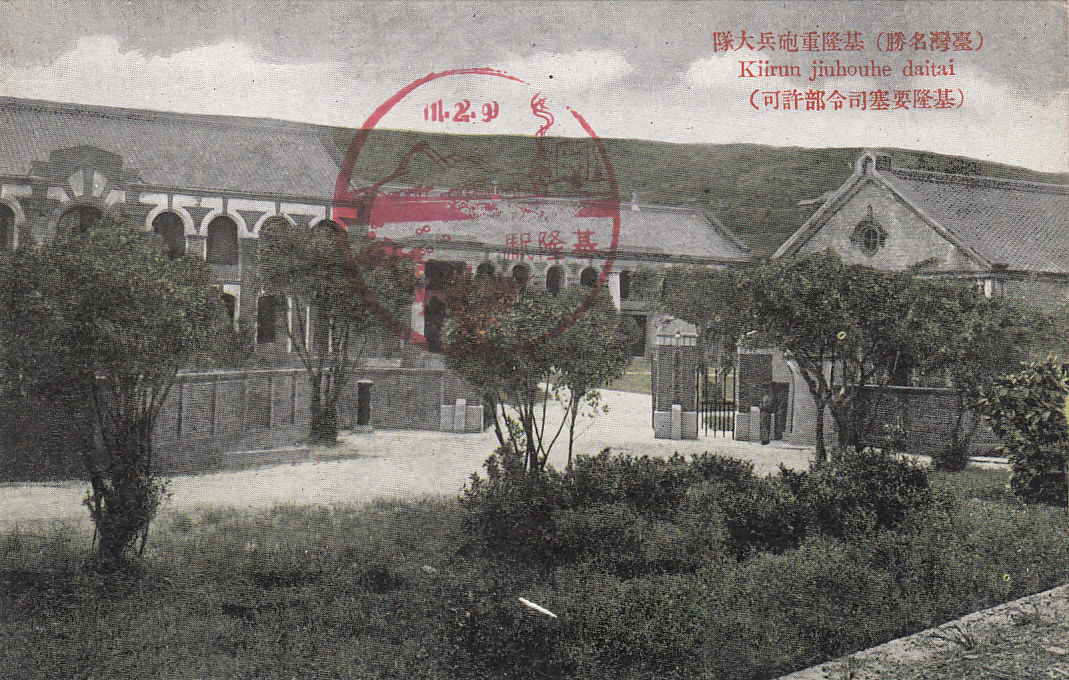
基隆重砲兵大隊
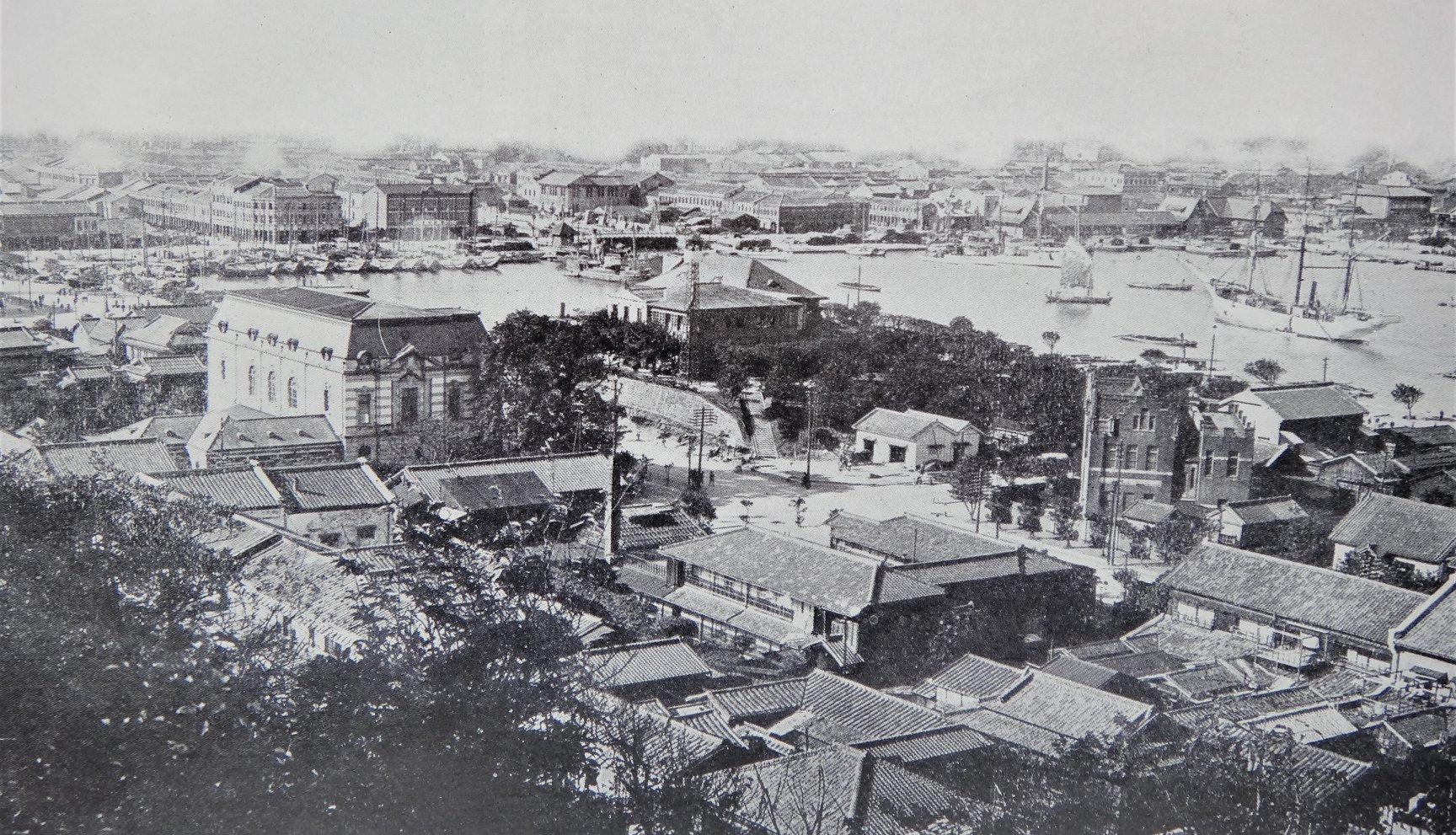
1930年代的基隆市區樣貌

- 波止場郵便出張所
- 濱町郵便出張所
- 岸壁出張所

圖書館
- 基隆市立基隆圖書館

警察設施
- 基隆警察署

名勝舊蹟
- 基隆神社
- 高砂公園
- 千人塚和招魂碑
- 無線山
- 孤拔濱
- 旭丘
- 社寮島
- 蘭字洞
- 仙洞最勝寺
- 基隆水道水源地
- 月眉山靈泉寺
- 北白川宮御遺跡峠

- 基隆港全景
- 基隆郵便局
- 第三代基隆車站
- 基隆神社
- 基隆港
- 基隆重砲兵大隊
- 1930年代的基隆市區樣貌

## 歷任首長

### 市尹
| 任次 | 肖像 | 姓名 (生–卒)          | 在任時間       | 在任時間       | 備註 |
| ---- | ---- | --------------------- | -------------- | -------------- | ---- |
| 1    |      | 佐藤得太郎 (？－？)   | 1924年12月23日 | 1928年9月18日  |      |
| 2    |      | 加藤守道 (1885－1960) | 1928年9月18日  | 1931年6月1日   |      |
| 3    |      | 吉富保之 (1887－？)   | 1931年6月1日   | 1932年4月21日  |      |
| 4    |      | 桑原政夫 (1890－1969) | 1932年4月21日  | 1936年10月20日 |      |
| 5    |      | 川添修平 (1897－？)   | 1936年10月20日 | 1937年9月29日  |      |
| 6    |      | 矢野謙三 (1902－？)   | 1937年9月29日  | 1939年7月1日   |      |
| 7    |      | 橫山竹男 (1895－？)   | 1939年7月1日   | 1940年10月28日 |      |

#### 附註
1. ↑  原臺南州內務部勸業課長。
2. ↑  原岩手縣下閉伊支廳長。
3. ↑  改任東京府東京市中野區長。
4. ↑  原東京府東京市築地醫院（日语：築地病院）事務長。
5. ↑  原臺中州員林郡守。
6. ↑  原臺南州嘉義市尹。
7. ↑  改任殖產局特產課事務官。
8. ↑  原臺北州内務部地方課長。
9. ↑  改任米穀局總務課長。
10. ↑  原臺中州大甲郡守。
11. ↑  改任市長。

### 市長
| 任次 | 肖像 | 姓名 (生–卒)        | 在任時間       | 在任時間       | 備註 |
| ---- | ---- | ------------------- | -------------- | -------------- | ---- |
| 1    |      | 橫山竹男 (1895－？) | 1940年10月28日 | 1942年7月23日  |      |
| 2    |      | 竹中憲二 (1895－？) | 1942年7月23日  | 1945年7月27日  |      |
| 3    |      | 丸岡道夫 (1903－？) | 1945年7月27日  | 1945年10月25日 |      |

#### 附註
1. ↑  原市尹。
2. ↑  改任高雄州高雄市長。
3. ↑  原新竹州產業部農林課長兼土地改良課長。
4. ↑  改任臺南州臺南市長。